# Uwe Puschner
Uwe Puschner (né le 21 septembre 1954 à Gelsenkirchen) est un historien allemand.

## Biographie
Puschner déménage avec sa famille à Bernstein im Fichtelgebirge à la fin des années 1950. En 1974, il passe son Abitur au lycée Luisenburg de Wunsiedel (de). À partir de 1975/76, il étudie l'histoire, l'allemand, la sociologie et les sciences politiques à l'Université Louis-et-Maximilien de Munich. En 1986, il obtient son doctorat sous la direction d'Eberhard Weis (de). De 1983 à 1996, il est chercheur à la Maison de l'histoire bavaroise (de), à l'Université de l'armée fédérale de Munich et à l'Université libre de Berlin. En 1998, il termine son habilitation. De 2001 à 2005, il est assistant principal et de 2005 à 2009 collaborateur académique permanent à l'Institut Friedrich-Meinecke (de) de l'Université libre de Berlin. Il y est professeur adjoint d'histoire moderne depuis 2009.
Depuis 2005, Puschner est membre permanent du Centre d'Études Germaniques Interculturelles de Lorraine (CEGIL) de l'Université de Metz et maître de conférences invité aux universités de Londres (Canada), Metz et Montpellier. Puschner est également maître de conférences à la Fondation académique nationale allemande et membre de diverses commissions de l'Institut Friedrich-Meinecke de l'Université libre de Berlin.
Ses domaines de recherche incluent le mouvement ethnique, l'histoire de l'artisanat et l'histoire des lecteurs et de la réception. Avec Walter Schmitz (de) et Justus H. Ulbricht (de), il est éditeur du manuel sur le « Mouvement Völkisch » 1871-1918, avec Kai Brodersen (de), Martin Kintzinger (de) et Volker Reinhardt (de), il est éditeur de la série compacte History à la Wissenschaftliche Buchgesellschaft (de) et rédacteur en chef de la série Zivilisationen & Geschichte de Peter Lang Verlag.
Puschner est membre fondateur d'Histoire et Avenir e. V. L'association promeut les publications scientifiques traitant des sciences ethniques sous le régime national-socialiste.

## Travaux (sélection)
- David Bordiehn, Henning Holsten, Christian Köhler: Bibliographie Professor Dr Uwe Puschner. Dans: David Bordiehn (dir.): Ausgrenzende politische Ideologien. Akteure, Organisationen und Programmatiken. Festschrift zu Ehren von Uwe Puschner, Peter Lang, Berlin 2020 (= Zivilisationen & Geschichte, Vol. 61),  (ISBN 978-3-631-81304-1), p. 409–425.

Monographies
- Die völkische Bewegung im wilhelminischen Kaiserreich. Sprache – Rasse – Religion, Darmstadt 2001 (Zugleich: Habil.-Schr., FU Berlin, 1998),  (ISBN 3-534-15052-X)[6]
- Geschichte der Juden in Deutschland. Quellen und Kontroversen. Ein Arbeitsbuch für die Oberstufe des Gymnasiums, Munich 1992 (zusammen avec Michael Wolffsohn (de); ausgezeichnet mit dem Deutschen Schulbuchpreis 1993),  (ISBN 3-7627-6250-3).
- Handwerk zwischen Tradition und Wandel. Das Münchener Handwerk an der Wende vom 18. zum 19. Jahrhundert (= Göttinger Beiträge zur Wirtschafts- und Sozialgeschichte, Vol. 13), Göttingen 1988 (Zugleich: Dissertation, LMU München, 1986),  (ISBN 3-509-01492-8).

Rédactions
- Die völkisch-religiöse Bewegung im Nationalsozialismus: eine Beziehungs- und Konfliktgeschichte. Vandenhoeck & Ruprecht, Göttingen 2012,  (ISBN 978-3-525-36996-8) (dir. avec Clemens Vollnhals (de)).
- Erinnerungstage. Wendepunkte der Geschichte von der Antike bis zur Gegenwart, dir. zusammen avec Étienne François, Munich, 2010,  (ISBN 978-3-406-57752-9).
- Krisenwahrnehmungen in Deutschland um 1900. Zeitschriften als Foren der Umbruchszeit im wilhelminischen Reich / Perceptions de la crise en Allemagne au début du XXe siècle. Les périodiques et la mutation de la société allemande à l’époque wilhelmienne (= Convergences, Bd. 55), dir. zusammen avec Michel Grunewald (de), Berne 2010,  (ISBN 978-3-03911-743-7).
- Völkisch und national. Zur Aktualität alter Denkmuster im 21. Jahrhundert (= Wissenschaftliche Beibände zum Anzeiger des Germanischen Nationalmuseums, Bd. 29), dir. zusammen avec G. Ulrich Großmann (de), Darmstadt 2009,  (ISBN 978-3-534-20040-5).
- Le milieu intellectuel protestant en Allemagne, sa presse et ses réseaux (1871–1963) / Das evangelische Intellektuellenmilieu in Deutschland, seine Presse und seine Netzwerke (1871–1963) (= Convergences, Vol. 47), dir. zusammen avec Michel Grunewald, Berne 2008,  (ISBN 978-3-03911-519-8).
- Médiation et Conviction. Mélanges offerts à Michel Grunewald (= De L’Allemand), hrsg. zusammen mit Pierre Béhar, Françoise Lartillot, Paris 2007,  (ISBN 978-2-296-02789-3).
- Le milieu intellectuel catholique en Allemagne, sa presse et ses réseaux (1871–1963) / Das katholische Intellektuellenmilieu in Deutschland, seine Presse und seine Netzwerke (1871–1963) (= Convergences, Vol. 40), dir. zusammen avec Michel Grunewald, Bern [u. a.] 2006,  (ISBN 978-3-03910-857-2).
- Antisemitismus, Paganismus, Völkische Religion / Anti-Semitism, Paganism, Voelkish Religion, dir. zusammen avec Hubert Cancik (de), Munich 2004,  (ISBN 978-3-598-11458-8).
- Le milieu intellectuel conservateur en Allemagne, sa presse et ses réseaux (1890–1960) / Das konservative Intellektuellenmilieu in Deutschland, seine Presse und seine Netzwerke (1890–1960) (= Convergences, Vol. 27), dir. zusammen avec Michel Grunewald, Berne 2003,  (ISBN 3-906770-16-8).
- Handbuch zur „Völkischen Bewegung“ 1871–1918, dir. zusammen avec Walter Schmitz und Justus H. Ulbricht, Munich 1996 (Paperback 1999),  (ISBN 3-598-11241-6).
- Von der Französischen Revolution bis zum Wiener Kongreß 1789–1815 (= Deutsche Geschichte in Quellen und Darstellungen, Vol. 6), Stuttgart 1995 (zusammen avec Walter Demel (de)),  (ISBN 978-3-15-017006-9).
- „Vorwärts, vorwärts sollst du schauen…“. Geschichte, Politik und Kunst unter Ludwig I., Bd. 2: Aufsätze, hrsg. zusammen mit Johannes Erichsen, Munich 1986,  (ISBN 3-7917-1037-0).

Éditions de séries
- Studien zur modernen Publikationsgeschichte (des Wissens) (zusammen mit Olaf Blaschke), Munich 2010 ff.
- Zivilisationen & Geschichte (zusammen mit Ina Ulrike Paul), Francfort 2009 ff.
- Geschichte Kompakt (zusammen mit Kai Brodersen, Martin Kintzinger und Volker Reinhardt), Darmstadt 2002 ff.